# Суперкубок Вірменії з футболу 1999
Суперкубок Вірменії з футболу 1999 — 4-й розіграш турніру. Матч відбувся 18 грудня 1999 року між чемпіоном Вірменії Шираком та володарем кубка Вірменії клубом Цемент.
| Володар Суперкубка Вірменії 1999 |
| -------------------------------- |
|                                  |
| Ширак Другий титул               |

## Матч

### Деталі
| 18 грудня 1999 |

| Ширак                     | 2:1 дч   | Цемент       |
| ------------------------- | -------- | ------------ |
| Бернецян 39' Петросян 97' | Протокол | Хачатрян 43' |

| Раздан, Єреван |